# NGC 6544
NGC 6544 (другие обозначения — GCL 87, ESO 521-SC28) — шаровое скопление в созвездии Стрелец.
Этот объект входит в число перечисленных в оригинальной редакции «Нового общего каталога».